# Dinamarca en los Juegos Olímpicos de Vancouver 2010
Dinamarca estuvo representada en los Juegos Olímpicos de Vancouver 2010 por un total de 18 deportistas que compitieron en 7 deportes.  
La portadora de la bandera en la ceremonia de apertura fue la esquiadora acrobática Sophie Fjellvang-Sølling. El equipo olímpico danés no obtuvo ninguna medalla en estos Juegos.